# Iskra (Satellit)
Iskra war der Name dreier sowjetischer Amateurfunksatelliten des Ordschonikidse-Luftfahrtinstituts in Moskau.
Am 10. Juli 1981 wurde Iskra 1 im Weltraumbahnhof Baikonur gestartet. Am 17. Mai 1982 wurde Iskra 2 von der Raumstation Saljut 7 aus ins All freigesetzt, ebenso Iskra 3 am 18. November 1982.
| Name    | Status                        | internat. Bezeichnung (NSSDC-ID) | Katalog-Nr. (Air Force Space Command) |
| ------- | ----------------------------- | -------------------------------- | ------------------------------------- |
| Iskra 1 | verglüht am 16. April 1990    | 1981-065D                        | 19236                                 |
| Iskra 2 | verglüht am 9. Juli 1982      | 1982-033C                        | 13176                                 |
| Iskra 3 | verglüht am 16. Dezember 1982 | 1982-033AD                       | 13663                                 |

Die Satelliten hatten ihren Uplink im 15-Meter-Band und den Downlink im 10-Meter-Band. Sie waren somit für Funkamateure des Ostblocks ausgelegt, welche mehrheitlich keine Geräte für höhere Amateurbänder hatten.
Iskra 2 war der erste Satellit, der jemals von einer Raumstation ausgesetzt wurde.